# Gia Thiện
Gia Thiện (chữ Hán phồn thể: 嘉善縣, chữ Hán giản thể: 嘉善县, âm Hán Việt: Gia Thiện huyện) là một huyện thuộc địa cấp thị Gia Hưng, tỉnh Chiết Giang, Cộng hòa Nhân dân Trung Hoa. Huyện Gia Thiện có diện tích 506,6 km², dân số 380.000 người. Mã số bưu chính của Gia Thiện là 314100, mã vùng điện thoại là 0573. Huyện lỵ đóng tại số 126, đại lộ Gia Thiện, trấn Ngụy Đường. Về mặt hành chính, huyện Gia Thiện được chia ra 11 trấn. Các đơn vị này lại được chia thành 11 khu xã, 16 khu dân cư, 164 ủy ban thôn.
Các trấn: Ngụy Đường, Huệ Dân, Can Diêu, Tây Đường, Hồng Khê, Thiên Ngưng, Dương Miếu, Đào Trang, Đinh Sách, Diêu Trang, Đại Vân.